# Karin Ugowski
Karin Ugowski (* 11. Juli 1943 als Karin Komischke in Berlin) ist eine deutsche Schauspielerin, Synchron- und Hörspielsprecherin, Filmproduzentin, Kunst- und Kulturförderin sowie Kultur-Veranstalterin mit Arbeitsstationen in Deutschland, Großbritannien, Frankreich, Italien, Russland, Israel, Ungarn, Polen und den USA.

## Leben und Wirken
Karin Ugowski wuchs im zerstörten Deutschland der Nachkriegszeit in Berlin-Johannisthal auf und studierte entgegen dem Wunsch ihrer Eltern von 1962 bis 1965 Schauspiel an der Hochschule für Film und Fernsehen „Konrad Wolf“ in Potsdam-Babelsberg.
Noch vor Beendigung ihres Schauspielstudiums wurde Ugowski für die Hauptbesetzung in drei DEFA-Märchenfilmen verpflichtet. Ihr Filmdebüt gab sie 1963 unter Gottfried Kolditz als Goldmarie in Frau Holle, Siegfried Hartmann besetzte sie im Folgejahr als Prinzessin, die nicht lachen konnte in Die goldene Gans und 1965 spielte sie an der Seite von Manfred Krug die hochmütige Prinzessin Roswitha in König Drosselbart. Es folgten weitere Hauptrollen in Filmen wie z. B. Signale – Ein Weltraumabenteuer, Osceola, Das unsichtbare Visier, und weitere. Anfang der 1970er-Jahre gehörte sie für in den Polizeiruf-110-Folgen Blutgruppe AB und Alarm am See als Leutnant Helga Lindt neben Jürgen Frohriep zum Ermittlungsteam. Später übernahm sie im Polizeiruf 110 über die Wende hinaus mehrere Gastrollen. In der 20-teiligen Vorabendserie Rentner haben niemals Zeit war sie an der Seite von Herbert Köfer und Helga Göring, die das titelgebende Rentnerehepaar Schmidt spielten, als deren älteste Serientochter Maria Winkler zu sehen. Daneben spielte sie auch in diversen Folgen der Fernsehspiel-Reihe Der Staatsanwalt hat das Wort.
Zeitgleich stand Ugowski an verschiedenen Theatern Berlins auf der Bühne. Bevor sie ab Mitte der 1960er Jahre an die Theaterbühne Volksbühne Berlin am Rosa-Luxemburg-Platz unter der Intendanz von Benno Besson gerufen wurde, der sie bis 2003 unter der Intendanz von Frank Castorf treu geblieben ist, war sie zuvor kurzzeitig auch am Maxim-Gorki-Theater in Berlin engagiert. Zu bekannten Inszenierungen mit Karin Ugowski an der Volksbühne gehörten unter anderem Jean Baptiste Molières Der Arzt wider Willen unter der Regie von Benno Besson und Heiner Müller oder beispielsweise Ende Gut, Alles Gut von William Shakespeare unter der Regie ihres zweiten Lebensgefährten, des Schauspielers, Oberspielleiters und Regisseurs Helmut Straßburger.
Nach der Wende hatte Ugowski unter anderem Episodenrollen in Die Männer vom K3, Praxis Bülowbogen und In aller Freundschaft. In der 8. Staffel der RTL-Serie Hinter Gittern – Der Frauenknast spielte sie 2002 die Wahrsagerin Hannelore ‚Elena Drago‘ Schäfer, welche die anderen Insassinnen um ihr Geld betrügt. Von 2005 bis 2009 spielte Ugowski als Eva Landmann in einer durchgehenden Rolle in der ZDF-Telenovela Wege zum Glück.
In dem Kurzfilm Open (2005) von Charlotte Siebenrock zeigte sie ihre Wandlungsfähigkeit, in dem sie sich innerhalb von drei Minuten von einer alten Tankraststätten-Bedienung in eine jung gebliebene lebensfrohe Frau verwandelte. Der Kurzfilm wurde auf verschiedenen Filmfestivals präsentiert. 2017 war sie unter Samuel Maoz in dem Antikriegsfilm Foxtrot – Der Tanz des Schicksals als der unter Gedächtnisverlust leidenden Mutter des Protagonisten Michael Feldmann zu sehen.
Trotz ihrer aktiven Filmarbeit blieb Ugowski bis 2003 fester Teil des Theater-Ensembles der Volksbühne am Rosa-Luxemburg-Platz und stand mit späteren Filmpartnern wie z. B. Armin Mueller-Stahl, Henry Hübchen und Leander Haußmann auf einer Theater-Bühne, welche später unter der Intendanz von Frank Castorf durch politisch- sowie sozial-kritische und moderne, provokante Inszenierungen international auffallen sollte. Sie gehörte zu den aktiven Befürwortern politischer Veränderungen und des Wandels der Volksbühne unter Frank Castorf und Christoph Schlingensief und setzte sich weiter für das Theater ein, während sie parallel in Film und Fernsehen gastierte und das Ensemble der Volksbühne bereits stark wechselte.
Seit 2006 ist Karin Ugowski aktives Mitglied der Deutschen Filmakademie.
Im Jahr 2019 war sie Ehrenpräsidentin des 2. Internationalen Märchenfilmfestivals Fabulix in Annaberg-Buchholz.

## Privates
Während ihres Schauspielstudiums in den 1960er Jahren lernte sie Eberhard Ugowski kennen, der ihr erster Mann wurde. Zu dieser Zeit wurde auch ihr erster Sohn geboren. Nach der Scheidung behielt sie den Ehenamen bei, unter dem sie nun bereits einem größeren Kinopublikum bekannt war.
In den 1970er Jahren lebte sie einige Jahre lang mit dem Regisseur, Theaterleiter und Schauspieler Helmut Straßburger, mit dem sie auch mehrere Theaterinszenierungen gemeinsam erarbeitete, in einer Partnerschaft, der ihr zweiter Sohn Sebastian Gilmano Ugovsky-Strassburger entstammt. Der Autor und unabhängige Theater- und Filmemacher sowie Komponist und Musikproduzent zeichnete unter dem Musiker-Pseudonym „Gilmano“ unter anderem für mehrere internationale Erfolge verantwortlich, steuerte Musiktitel zu internationalen US-Kinoproduktionen wie z. B. The Equalizer mit Denzel Washington bei, und baute das in Berlin ansässige Musik-Label und die Musikproduktion REQQORD (ehemals „Slo' Jam“) auf. Bei zwei Filmproduktionen, an denen Karin Ugowski beteiligt war, führte er Regie.
In den 1980er Jahren pflegte sie eine langjährige Freundschaft mit dem Autor und Texter Peter Brasch, Bruder des ebenfalls bekannten Autors und Theatermachers Thomas Brasch sowie des Schauspielers Klaus Brasch. Peter Brasch widmete ihr einen Gedichtband (Buch-Widmung) und schrieb das Radio-Hörspiel Die goldene Gans (1989) inspiriert durch ihre Verkörperung der namenlosen Prinzessin, die nicht lachen konnte in der gleichnamigen Verfilmung von 1964.
Seit 1993 ist Karin Ugowski mit dem Maler und Grafiker Günter Horn, dem letzten lebenden Schüler Otto Nagels, verheiratet, der 1970 für das Bühnenbild einer der erfolgreichsten Inszenierungen der Berliner Volksbühne – Diderots Rameaus Neffe – verantwortlich war (sie wurde später mehrfach als Fernsehaufzeichnung ausgestrahlt). Beide engagieren sich für die Kulturförderung im mecklenburgischen Nordosten Deutschlands.

## Filmografie (Auswahl)

### Kino
- 1963: Frau Holle
- 1964: Die goldene Gans
- 1965: König Drosselbart
- 1970: Signale – Ein Weltraumabenteuer
- 1971: Osceola
- 1979: Das Ding im Schloß
- 1980: Ernste Spiele
- 1985: Der Doppelgänger
- 1989: Die Beteiligten
- 1989: Ein brauchbarer Mann
- 2005: Open (Kurzfilm)
- 2016: Mauersegler (Kurzfilm)
- 2017: Foxtrot – Der Tanz des Schicksals (Foxtrot)

### Fernsehen
- 1965: Ehering in der Westentasche (Fernsehfilm)
- 1965: Der Nachfolger (Fernsehfilm)
- 1965: Julika (Fernsehfilm)
- 1966: Hat Adam Riese sich verrechnet? (Fernsehfilm)
- 1966: Trick 17 B  (Fernsehfilm)
- 1966: Donna Diana (Fernsehfilm)
- 1966: Columbus 64 – Gestatten, Brecher, Berlin
- 1967: Die Erben des Manifests: Unterm Wind der Jahre (Dreiteiler)
- 1967: Zielansprache (Fernsehfilm)
- 1968: Geheimkommando Spree (Zweiteiler)
- 1969: Geheime Spuren (Dreiteiler)
- 1969: Tolle Tage (Fernsehfilm)
- 1969: Der Staatsanwalt hat das Wort: Falschmeldung (Fernsehreihe)
- 1970: Caesar & Cleopatra (Fernsehfilm)
- 1971: Der Staatsanwalt hat das Wort: Der Fall Valentin Erbsand
- 1971: Avantgarde (Theateraufzeichnung)
- 1972: Polizeiruf 110: Blutgruppe AB (Fernsehreihe)
- 1972: Martina (Fernsehfilm)
- 1972: Ein Kugelblitz aus Eberswalde (Fernsehfilm)
- 1973: Die Nacht der Barrikaden (Fernsehfilm)
- 1973: Polizeiruf 110: Alarm am See
- 1976: Der Staatsanwalt hat das Wort: Der Brief aus Slubice
- 1977: Das unsichtbare Visier – Afrikaanse Broederbond (Dreiteiler)
- 1977: Ehe man Ehefrau bleibt (Fernsehfilm)
- 1978: Der Staatsanwalt hat das Wort: Waldidyll
- 1978–1979: Rentner haben niemals Zeit (Fernsehserie, drei Folgen)
- 1980: Ja, so ein Mann bin ich! (Fernsehfilm)
- 1981: Der Staatsanwalt hat das Wort: Nachtpartie
- 1981: Kippenberg (Fernsehfilm)
- 1983: Der Staatsanwalt hat das Wort: Zur Kasse bitte
- 1983: Im Spiegel (Fernsehfilm)
- 1984: Ach du meine Liebe (Fernsehfilm)
- 1984: Das Puppenheim in Pinnow (Fernsehfilm)
- 1984: Polizeiruf 110: Freunde
- 1985: Der Staatsanwalt hat das Wort: Ich geh’ zur Oma
- 1986: Der Staatsanwalt hat das Wort: Klavier gesucht
- 1987: Der Staatsanwalt hat das Wort: Himmelblau oder Hans im Glück
- 1989: Polizeiruf 110: Gestohlenes Glück
- 1989: Flugstaffel Meinecke (Fernsehserie, Folge Höhenflug)
- 1990: Der Staatsanwalt hat das Wort: Hallo Partner
- 1990: Der Staatsanwalt hat das Wort: Blonder Tiger, schwarzer Tango
- 1990: Schauspielereien (Fernsehserie, Folge Gesucht und gefunden)
- 1991: Ein kleiner Knall am Nachmittag (Fernsehfilm)
- 1993: Die Männer vom K3
- 1999: Polizeiruf 110: Sumpf
- 2001: Polizeiruf 110: Kurschatten
- 2001: Hinter Gittern – Der Frauenknast (Fernsehserie, Staffel 8, Folgen 181–185)
- 2004: Sehnsucht (Fernsehfilm)
- 2005: Der Mörder meines Vaters (Fernsehfilm)
- 2005: SOKO Leipzig (Fernsehserie, Folge Liebe und Tod in Moskau)
- 2005–2009: Wege zum Glück (Fernsehserie, Folge 1–789)
- 2006: Tornado – Der Zorn des Himmels
- 2007: Die Farben des Regenbogens[11]
- 2008: In aller Freundschaft (Fernsehserie, Folge Langsam, aber sicher)
- 2014: Auf dem Weg ins Leben[12]
- 2015: Block B – Unter Arrest (Fernsehserie, Folge Unsere Schuld)
- 2018: Tatverdacht: Team Frankfurt ermittelt (Fernsehserie, Folge Todesengel)

## Theatrografie
(Eine Auswahl)
- 1964: Der züchtige Klapperstorch. Ein Abend mit Chansons und Gedichten.
- 1966: Jeanne oder Die Lerche
- 1967: Kabale und Liebe
- 1967: Siebentens: Stiehl Ein Bischen Weniger
- 1968: O, Hamlet, welch ein Aufstieg!
- 1968: V wie Vietnam
- 1970: Der Arzt wider Willen
- 1971: Pfeile des Eros. Ein Sittenbild der Antike
- 1973: Rameaus Neffe
- 1974: Familie TÓT
- 1975: Das schöne grüne Vögelchen
- 1976: Die deutschen Kleinstädter
- 1976: Handbetrieb
- 1977: Aufzeichnungen eines Toten (Theaterroman)
- 1979: Das Gewissen
- 1979: Ende gut, alles gut
- 1980: Heimat
- 1980: Vor aller Augen
- 1981: Der Geizige
- 1981: Die Verbrecher
- 1982: Das Sogenannte Privatleben (Aus den Notizen Lopatins)
- 1984: Mein Dicker Mantel & Prinzessin Zartfuss und die 7 Elefanten
- 1985: Die kleine Hexe, die nicht böse sein konnte
- 1985: Garage
- 1987: Kaspar, der Mensch
- 1988: Der Letzte der Feurigen Liebhaber
- 1989: Hundeherz
- 1990: Clavigo
- 1990: Die Räuber
- 1991: Die Komödie der Irrungen
- 1991: Wann Haben Sie Zuletzt … Ihre Hosen Gesehn?
- 1991: Woyzeck
- 1992: Stadt der Gerechtigkeit
- 1993: 100 Jahre CDU – Spiel ohne Grenzen
- 1993: Die Rausfallenden alten Weiber
- 1994: Angeklagt. Prozess gegen eine Videokamera
- 1995: Dr. Jekyll & Mr. Hyde
- 1995: Hinkemann
- 1996: Golden Fliesst der Stahl – Wolokolamsker Chaussee
- 1996: Zement
- 1998: Die toten Seelen
- 1999: Heinrich IV., 1 – Die Lohnarbeiter
- 1999: Richard III. – Der Fortschritt
- 2000: Engel der Tankstelle
- 2000: Paul + Paula. Die Legende vom Glück ohne Ende
- 2000: Ein Traumspiel
- 2001: Baal
- 2002: Königsberg

## Hörspiele
- 1973: Nikolai Ostrowski: Pawels Lehrjahre (Tonja Tumanowa) – Regie: Andreas Scheinert (Hörspiel – Litera)
- 1987: Katrin Lange: Die Brandstifterin (Lamprecht) – Regie: Werner Grunow (Hörspielreihe Tatbestand, Nr. 35 – Rundfunk der DDR)
- 1987: Leonid Leonow: Die Bändigung Badadoschkins (Anna Petrowna) – Regie: Peter Groeger (Hörspiel – Rundfunk der DDR)
- 1991: Waldemar Bonsels: Die Biene Maja (Iffi, eine Grille) – Regie: Werner Grunow (Kinderhörspiel – DS Kultur)
- 1998: Michail Bulgakow: Der Meister und Margarita – Regie: Petra Meyenburg (Hörspiel (30 Teile) – MDR)